# Pier Luigi Nervi
Pier Luigi Nervi (født 21. juni 1891, død 9. januar 1979) var en italiensk arkitekt og ingeniør, hvis forskning i betonens anvendelsesmuligheder i byggeriet resulterede i en række storslåede konstruktioner, bl.a. stadionanlæg i Firenze og Rom, udstillingshaller, hangarer og banegårde. Han deltog endvidere i opførelsen af UNESCO-huset i Paris.
1. ↑  Navnet er anført på engelsk og stammer fra Wikidata hvor navnet endnu ikke findes på dansk.